# Мексиканская фондовая биржа
Мексиканская фондовая биржа (исп. Bolsa Mexicana de Valores, BMV) — крупнейшая биржа Мексики и вторая по размеру в Латинской Америке после фондовой биржи Сан-Паулу. Осуществляет торги акциями, госбумагами, облигациями, варрантами, фьючерсами. Расположена в Мехико. Основана в 1894 году. В 1975 году в состав биржи вошли фондовые биржи Гвадалахары и Монтеррея. В 1999 году все торги были переведены в электронный режим.

## История
Фондовая биржа в Мехико была основана 31 октября 1894 года. Законодательная база, регулирующая деятельность биржи, была принята 5 сентября 1933 года. В 1950 году была основана фондовая биржа в Монтеррее, а в 1956 году — в Гвадалахаре. В 1975 году три биржи были объединены под названием Bolsa Mexicana de Valores. В октябре 1978 года появился биржевой индекс Índice de Precios y Cotizaciones (IPC), ставший основным индексом биржи. В апреле 1990 года было открыто современное здание биржи. С 1993 года мексиканские компании получили возможность размещать свои акции на зарубежных биржах в виде американских и глобальных депозитарных расписок. Со следующего года иностранные компании смогли получить листинг на Мексиканской фондовой бирже. В 1995 году на бирже была внедрена электронная система BMV-SENTRA. В 1998 году была открыта площадка для торговли деривативами и фьючерсами MexDer y Asigna. В 1999 году торги полностью перешли в электронную форму.
В 2001 году Citigroup стала первой зарубежной компанией, разместивший свои акции на BMV; за ней последовали другие, в основном из Центральной и Южной Америки. В июне 2008 года управляющая компания Bolsa Mexicana de Valores SAB de CV провела размещение своих акций на собственной бирже. В 2011 году было создано объединение латиноамериканских бирж Mercado Integrado Latinoamericano (MILA), в которое вошли фондовые биржи Мексики, Перу, Чили и Колумбии.

## Функции и правила
Мексиканская фондовая биржа обеспечивает платформу для торговли ценными бумагами, осуществляет клиринг, оформление сделок и хранение ценных бумаг, публикует информацию о ценных бумагах.
Среди основных требований для размещения акций: не менее 200 акционеров, 3 года подряд закончить с прибылью, на бирже должно обращаться не менее 15 % акций.
Основным регулирующим органом является Национальная комиссия по банками и ценными бумагами, созданная в 1946 году по образцу Комиссии по ценным бумагам и биржам США.

## Показатели деятельности
- Объём торгов: 4,5 трлн песо ($265 млрд, 2022 год)[6];
- Листинг: 144 компании, из них 8 зарубежных (2024 год)[6];
- Рыночная капитализация: $500 млрд (25-е место в мире, 2023 год)[7][8];
- Основной индекс: IPC (Indice de Precios Cotizaciones) — отражает состояние акций 35 крупнейших компаний, торгующихся на бирже.